# Commelina geniculata
Commelina geniculata är en himmelsblomsväxtart som beskrevs av William Hamilton.
Commelina geniculata ingår i släktet himmelsblommor, och familjen himmelsblomsväxter. Inga underarter finns listade.